# Snot
Snot é uma banda norte-americana de nu metal formada em 1995 na cidade de Santa Bárbara, na Califórnia. O estilo musical da banda é uma mistura do punk, funk e metal. A banda havia terminado em 1998, após a morte do vocalista e fundador da banda Lynn Strait. Em 2008, a banda retornou com a sua formação original e com Tommy Vext assumindo o vocal.

## Integrantes

### Membros atuais
- Mike Doling – guitarra (1995 – 1998; 2008 – presente)
- John Fahnestock – baixo (1995 – 1998; 2008 – presente)
- Jamie Miller – bateria (1995 – 1998; 2008 – presente)
- Brandon Espinoza – vocal (2009 – presente)

### Ex-membros
- Lynn Strait – vocal (1995 – 1998)
- Sonny Mayo – guitarra (1995 – 1998; 2008 – 2009)
- Shannon Larkin – bateria (1998)
- Mike Smith – guitarra (1998)
- Tommy Vext – vocal (2008 – 2009)

## Discografia
Álbuns de estúdio
- 1997: Get Some
- 2000: Strait Up

Álbuns ao vivo
- 2002: Alive!